# Kleidotoma filicornis
Kleidotoma filicornis är en stekelart som beskrevs av Cameron 1889. Kleidotoma filicornis ingår i släktet Kleidotoma, och familjen glattsteklar. Arten är reproducerande i Sverige.